# Amsterdamse Ommegang
De Amsterdamse Ommegang was een streekpad rond de stad Amsterdam met een totale lengte van 150 km. Het pad wordt inmiddels niet meer onderhouden. In 2019 is de opvolger Stelling van Amsterdam (streekpad) opgegaan in het Waterliniepad.
Het pad was verdeeld in 4 trajecten:
1. Landelijk Noord, 19,5 km;
2. Amstelland, 48 km;
3. Bos en IJ, 54 km;
4. Zaanstreek, 42 km.

Het pad had 3 aanlooproutes, te weten:
1. van station Amsterdam Centraal naar het noorden tot de pont Het Schouw;
2. van Amsterdam CS naar het zuiden tot de Handweg in Ouderkerk aan de Amstel;
3. van station Haarlem tot Spaarnwoude.